# SPI1
SPI1‏ (Spi-1 proto-oncogene) هوَ بروتين يُشَفر بواسطة جين SPI1 في الإنسان.